# Filehippo.com
Filehippo.com是一個網絡下載網站，直至2010年1月，Filehippo已有超過250萬個軟件。可用作下載自由軟件及免費軟件（也有部分共享軟件及免費版本的商業軟件，可選擇可否顯示）。
2009年6月，Filehippo被列進Alexa Internet首1000個最多人瀏覽的網站。

## 軟件分類
它將軟件分為18個分類:
1. 网页浏览器及附加组件(Browsers and Plugins)
2. 文件分享(File sharing)
3. 通訊及聊天(Messaging and Chat)
4. 文件傳送(File Transfer)
5. 辦公軟體套裝(Office and News)
6. 開發工具(Developer Tools)
7. 反間諜軟件(Anti-Spyware)
8. 防火牆及安全(Firewalls and Security)
9. 杀毒软件(Anti-Virus)
10. 清理和調整軟件(Cleaning and Tweaking)
11. 壓縮及備份軟件(Compression and Backup)
12. 系統評分軟件(Benchmark)
13. 網絡及管理軟件(Networking and Admin)
14. 音樂及影像軟件(Audio and Video)
15. CD及DVD工具(CD and DVD Tools)
16. 桌面軟件(Desktop)
17. 圖片軟件(Imaging)
18. 驅動程式(Drivers)

## 系統要求
- Windows 98或更高
- .NET Framework 2.0

## 外部連結
1. ↑  .   [2009-08-05]. （原始内容存档于2009-08-03）.
2. ↑  .   [2009-09-06]. （原始内容存档于2016-03-04）.